# رابین لین

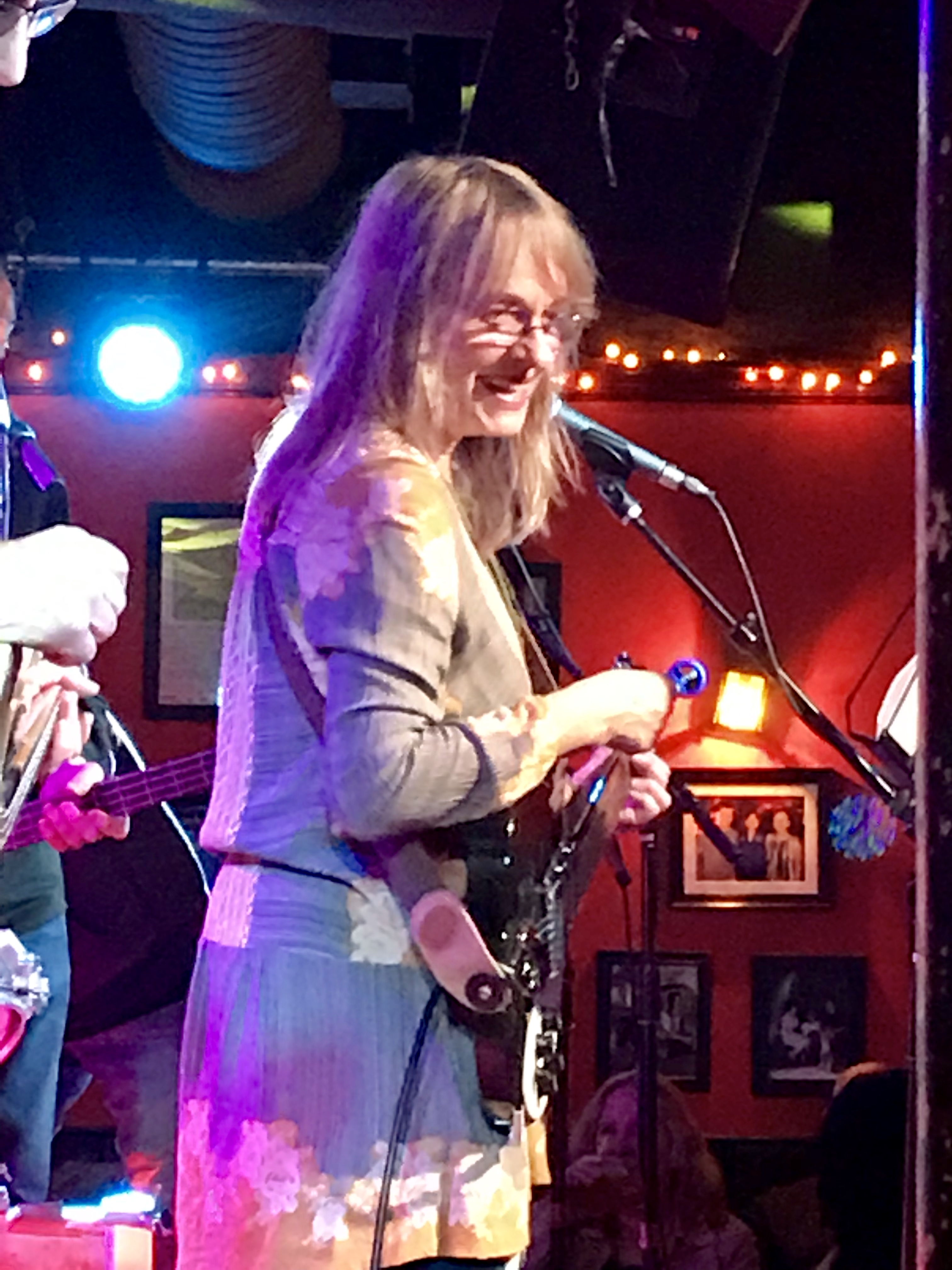
رابین لین در حال اجرا در سامرویل، ماساچوست، در سال ۲۰۱۹

رابین لین (زاده ۱۹۴۷، لس آنجلس، کالیفرنیا) خواننده و ترانه‌سرای راک آمریکایی است. گروه او در اوایل دهه ۱۹۸۰ سه آلبوم در کمپانی وارنر رکوردز منتشر کرد. او بیشتر برای تک آهنگ «وقتی همه چیز اشتباه می‌شود» شناخته شده‌است.
رابین لین در لس آنجلس بزرگ شد. پدرش کن لین، ترانه‌سرا و پیانیست دین مارتین بود. مادرش مدل بود. رابین در دوران نوجوانی خود شروع به خوانندگی و اجرا در کلوپ‌های فولک-راک در جنوب کالیفرنیا کرد. از سال ۱۹۶۸ تا ۱۹۷۰ با اندی سامرز گیتاریست پلیس ازدواج کرد. در دهه ۱۹۷۰، لین به پنسیلوانیا شرقی و سپس به کمبریج، ماساچوست نقل مکان کرد، جایی که علایق موسیقایی او از فولک-راک به صدایی سخت‌تر متأثر از ژانرهای پانک راک در حال رشد و موج نو تبدیل شد.

## آهنگ‌شناسی

### با چارت باسترها
- رابین لین و چارت باسترها (برادران وارنر، ۱۹۸۰؛ #207)
- ۵ تک آهنگ زنده (برادران وارنر، ۱۹۸۰)
- زندگی تقلید (برادران وارنر، ۱۹۸۱؛ #172)
- قطعه ای از ذهن (Windjam Records, 2003)
- سال‌ها پیش: مجموعه کامل رابین لین و چارت‌باسترها (Blixa Sounds، ۲۰۱۹)

### رابین لین
- ارتباط قلب - تک آهنگ (نسخه مستقل، ۱۹۸۴)
- در کنسرت (انتشار مستقل، ۱۹۸۹)
- صندلی Catbird (1995)
- خارج از خاکستر (۲۰۱۱)
- مجموعه آب نبات شیرین (۲۰۱۱)
- صدای یک زن (۲۰۱۳)
- آلبوم فوری (۲۰۲۰)
- جاده خاکی به بهشت (۲۰۲۲)